# Clubul Sportiv al Armatei Steaua București 1987-1988
Questa voce raccoglie le informazioni riguardanti il Clubul Sportiv al Armatei Steaua București nelle competizioni ufficiali della stagione 1987-1988.

## Maglie e sponsor
Lo sponsor tecnico per la stagione 1987-1988 è Adidas.
| Casa | Trasferta |

## Organigramma societario
Area direttiva
- Presidente: Nicolae Gavrilă

Area tecnica
- Allenatore: Anghel Iordănescu
- Allenatore in seconda: Radu Troi
- Preparatore dei portieri: Vasile Iordache

## Rosa
| N. |                    | Ruolo | Calciatore         |
| -- | ------------------ | ----- | ------------------ |
|    | Romania (bandiera) | P     | Gheorghe Liliac    |
|    | Romania (bandiera) | P     | Dumitru Stângaciu  |
|    | Romania (bandiera) | D     | Miodrag Belodedici |
|    | Romania (bandiera) | D     | Adrian Bumbescu    |
|    | Romania (bandiera) | D     | Ștefan Iovan       |
|    | Romania (bandiera) | D     | Ioan Kramer        |
|    | Romania (bandiera) | D     | Dan Petrescu       |
|    | Romania (bandiera) | D     | Gheorghe Popescu   |
|    | Romania (bandiera) | D     | Nicolae Ungureanu  |
|    | Romania (bandiera) | C     | Lucian Bălan       |
|    | Romania (bandiera) | C     | Niță Cireașă       |

| N. |                    | Ruolo | Calciatore        |
| -- | ------------------ | ----- | ----------------- |
|    | Romania (bandiera) | C     | Gheorghe Hagi     |
|    | Romania (bandiera) | C     | Mihail Majearu    |
|    | Romania (bandiera) | C     | Constantin Pistol |
|    | Romania (bandiera) | C     | Iosif Rotariu     |
|    | Romania (bandiera) | C     | Ilie Stan         |
|    | Romania (bandiera) | C     | Tudorel Stoica    |
|    | Romania (bandiera) | A     | Gavril Balint     |
|    | Romania (bandiera) | A     | Ioan Cojocaru     |
|    | Romania (bandiera) | A     | Marius Lăcătuș    |
|    | Romania (bandiera) | A     | Victor Pițurcă    |

## Stagione

### Coppa dei Campioni
| Arbitro: | Miminoshvili |

|                                      |           |  |
| Hagi 11’, 26’ Bölöni 63’ Lăcătuș 83’ | Marcatori |  |

| Arbitro: | Charlatchki |

|                        |           |  |
| Híres 18’ Szeibert 43’ | Marcatori |  |

| Arbitro: | Listkiewicz |

|                                |           |                |
| Hagi 14’ (rig.), 68’ Iovan 43’ | Marcatori | 38’ Xiouroupas |

| Arbitro: | Kotherja |

|  |           |                                 |
|  | Marcatori | 8’ (aut.) Christofi 35’ Lăcătuș |

| Arbitro: | Agnolin |

|                      |           |  |
| Pițurcă 2’ Iovan 67’ | Marcatori |  |

| Arbitro: | Galler |

|                              |           |            |
| Gough 16’ McCoist 32’ (rig.) | Marcatori | 3’ Pițurcă |

| Bucarest 6 aprile 1988, ore 16:00 Semifinale - Andata | Steaua Bucarest | 0 – 0 referto | Benfica | Stadio Ghencea (30 000 spett.)\| Arbitro: \| Tritschler \| |
| Arbitro:                                              | Tritschler      |               |         |                                                            |

| Arbitro: | Vautrot |

|                    |           |  |
| Rui Águas 22’, 33’ | Marcatori |  |